# テッド・デ・コルシア
テッド・デ・コルシア（Ted de Corsia、1903年9月29日 - 1973年4月11日）は、アメリカ合衆国の俳優。

## 出演作品
- 上海から来た女
- 裸の町
- 春の珍事
- 水着の女王
- 三人の秘密
- 脅迫者
- 海賊船長
- 恐怖の街
- 燃える幌馬車
- 海底二万哩
- 土曜日正午に襲え
- 悪の対決
- 現金に体を張れ（ランディ）
- 大襲撃
- OK牧場の決斗
- 西部の裏切者
- 殺し屋ネルスン
- 無法の道
- 復讐に賭ける男
- 暗黒街の野獣
- クイック・ガン
- ネバダ・スミス
- アパッチ砂漠
- パリから来た殺し屋